# Kansas City Power and Light Building
El Kansas City Power and Light Building (también llamado KCP & L Building y Power and Light Building) es un rascacielos emblemático ubicado en el centro de Kansas City, Misuri. Fue construido por Kansas City Power and Light en 1931 como una forma de promover nuevos empleos en el centro de esa ciudad. Desde entonces, el edificio art déco ha sido una parte prominente del horizonte de Kansas City. La estructura fue el edificio más alto al oeste del río Misisipi después de su finalización después de suceder a la Smith Tower hasta la finalización de la Space Needle en 1962. La fachada este del edificio da al Power & Light District (que lleva su nombre), y la icónica linterna del edificio aparece en los materiales promocionales y la señalización del distrito e incluso de Kansas City en su conjunto.

## Historia
Fue diseñado por la firma de arquitectura de Kansas City de Hoit, Price and Barnes, que también diseñó el Municipal Auditorium y 909 Walnut. Durante años, se rumoreaba que los planes originales incluían un edificio gemelo que se emparejaría en el lado oeste inmediato del edificio, pero la segunda torre nunca se construyó debido a los efectos de la Gran Depresión en los precios inmobiliarios locales. Esto fue desacreditado en 2013 por el arquitecto local Dan Hicks, quien revisó los planos y entrevistó a Clarence Kivett, un conocido arquitecto que trabajaba para Hoit, Price and Barnes en el momento del diseño del edificio.
El lado oeste no tiene ventanas porque estaba destinado a ser un cortafuegos si se construía una estructura inmediatamente al lado, además de que los huecos del ascensor están a lo largo de ese lado. Con 34 pisos, fue la estructura habitable más alta de Misuri desde 1931 hasta la finalización del One US Bank Plaza en San Luis en 1976.
Kansas City Power & Light Co. abandonó el edificio en 1991.
En 2010, Kansas City seleccionó el área adyacente para un hotel y centro de convenciones, para satisfacer una necesidad de la ciudad. Sin embargo, la ciudad solo recibió dos propuestas de promotores inmobiliarios para un hotel de convenciones en el lugar. La ciudad consideró las dos propuestas que recibió en 2011 como mediocres y estaba considerando reabrir el proceso de licitación para una ubicación diferente en el centro de la ciudad.
Perdió a su último inquilino, BNIM, una empresa de arquitectura y planificación con sede en Kansas City, el 2 de septiembre de 2014. Comenzó entonces una conversión en una torre de apartamentos en octubre de 2014. El proyecto, dirigido por NorthPoint Development of Riverside, que ahora se ha completado, incluye 210 apartamentos en la torre histórica, con 81 unidades adicionales construidas alrededor y encima de un nuevo garaje de estacionamiento de 500 puestos que da servicio al edificio. El vestíbulo del edificio se convirtió en un espacio para eventos de primer nivel con capacidad para 500 invitados. La conversión lo convirtió en el edificio residencial más alto de Misuri.

## Galería

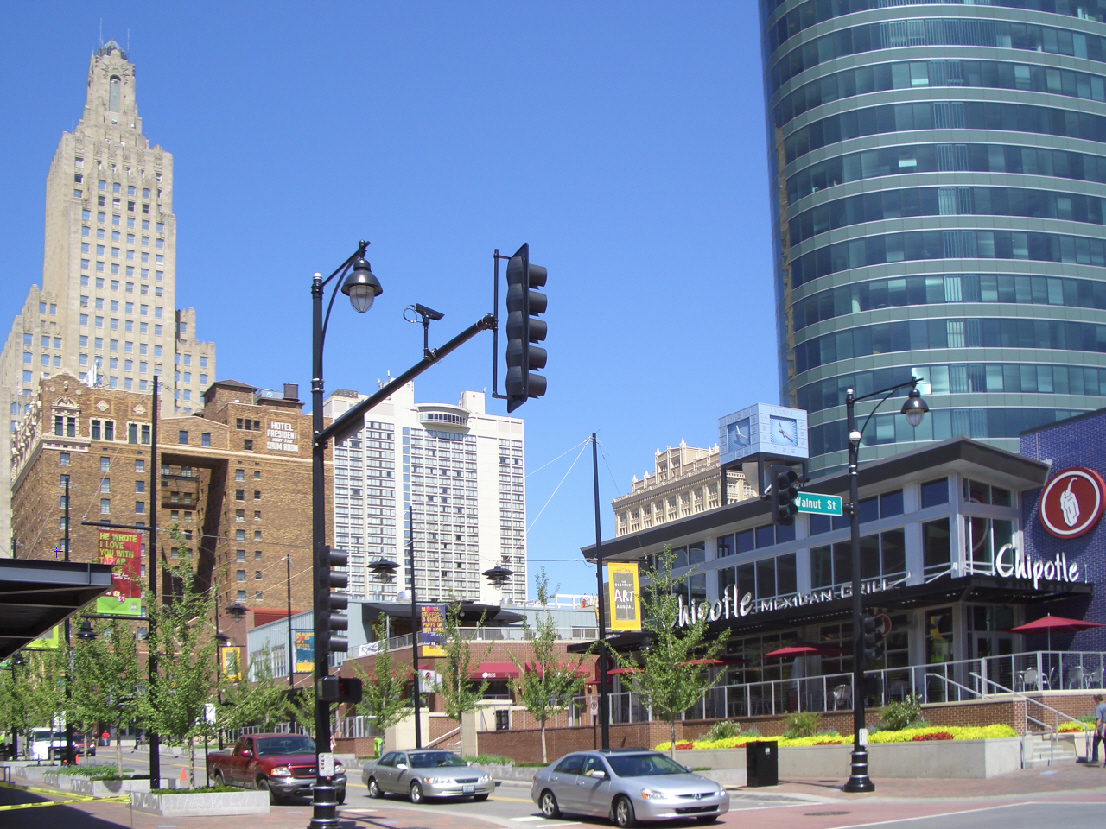
El edificio desde el nivel de la calle
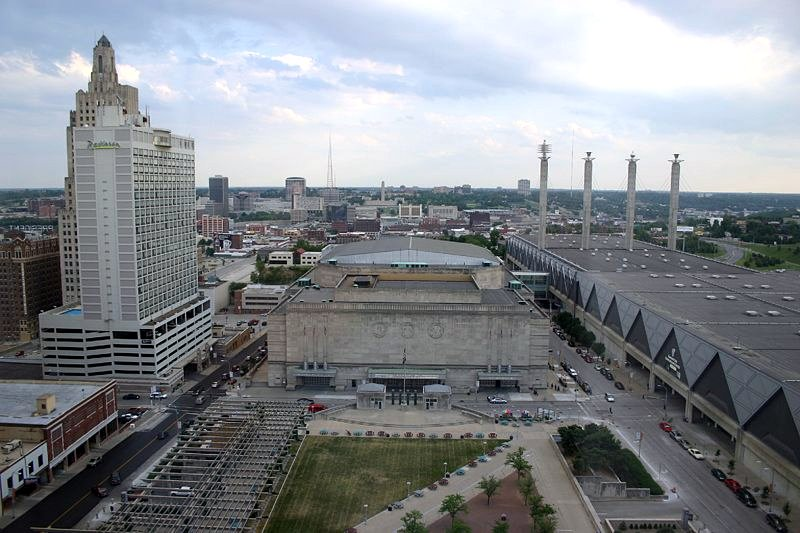
El edificio junto al centro de convenciones
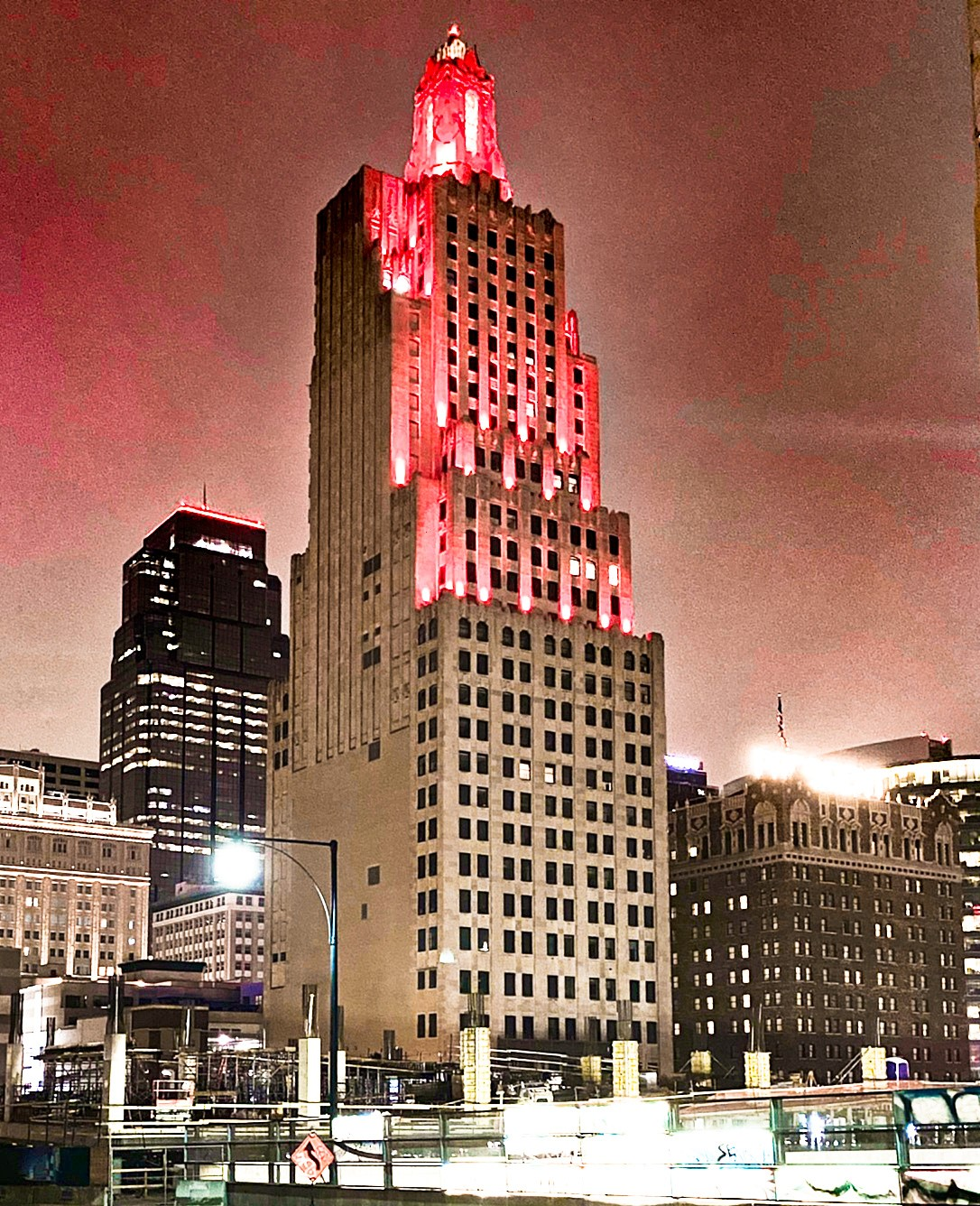
Iluminación nocturna
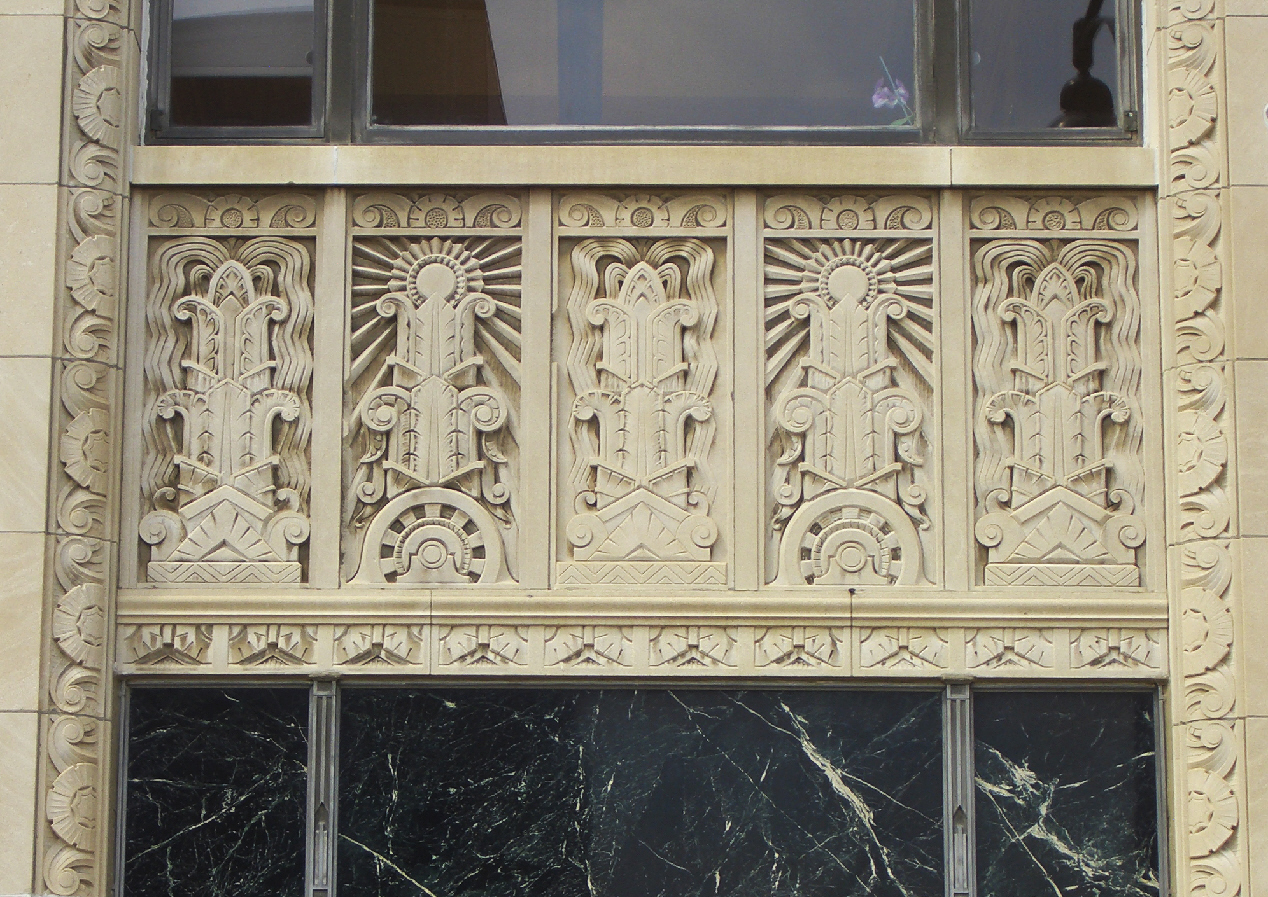
Relieves en la fachada